# 陳濬芝
陳濬芝（1855年—1901年），字瑞階，號紉石，臺灣淡水廳竹塹城西門石坊人。清朝政治人物，赐同進士出身。清光绪年间，举孝廉，授知县，因清理田赋及奏办全台团练有政绩，擢五品衔，候补同知，诰授奉政大夫。

## 生平
光绪八年壬午科（1882年）郑孝胥榜中举人，曾与布政使唐景崧、举人林鹤年倡设“台阳吟社”，著有《竹梅吟草》。曾入新竹梅社，竹梅吟社及台北牡丹诗社为社友，又曾掌教新竹明志书院及台北明道书院，1894年笫五次赴会试，甲午战争爆发，未及应殿试而返台。
光绪二十年（1894年），中日战起，遂协办台湾防务。次年，《马关条约》签订，清廷割让台湾。浚芝与台湾名士邱逢甲等联名奏请增加赔款以易台湾，勿割地资敌。书上，不报。浚芝劝唐景崧成立台湾民主国，领导军民抗日，并请召台南刘永福将军北上，部署抗敌机宜。後唐景崧软弱无能，且不听黑旗将军刘永福意见，闻日本占领军悬赏六十万银两欲购其首级，大惊失色，不听军民挽留，立即辞卸总统职位，假扮商人，乘轮内逃。台北失陷后，台南亦告失守。陳濬芝见局势已无可挽回，义愤填膺，纵横泪下，耻为异族之奴，愤然携眷离台内渡，居福建安溪，掌教考亭、崇文两书院。光緒二十七年（1901年）在经岭病逝。

## 軼聞
据陈浚芝后人陈材提报告，陈氏族人相传，陈浚芝于光绪二十年（1894年）甲午恩科会试名列第9名，因为所填履历中五服不明，遣人回乡查明未及回报，后被列为第19名，陈浚芝并且因此未参加是科殿试。光緒二十四年（1898年）陈浚芝以贡士身份入都补行殿试，登光绪二十四年戊戌科三甲第184名进士。
陈浚芝于1882年中为举人后接连应光绪十二年（1886年）丙戌科、光绪十五年（1889年）己丑科、光绪十六年（1890年）庚寅恩科、光绪十八年（1892年）壬辰科、光绪二十年（1894年）甲午恩科历科会试，前四次均报罢出都，最后一次取为贡士，但因故未应殿试。光緒二十四年（1898年）陈浚芝再度入京补行殿试，终于中为进士。